# 洪水橋田心路 (巴士站)
洪水橋田心路（Hung Shui Kiu Tin Sam Road）巴士站，位於新界元朗區洪水橋洪水橋田心路洪水橋公廁及浴室對開，洪水橋大街交界處以西，設有一對東、西行雙向路邊巴士中途站。
此站在2009年10月至2015年6月期間曾是九龍巴士63X線的總站，稱為「洪水橋（田心路）巴士總站」（Hung Shui Kiu (Tin Sam Road) Bus Terminus）。隨洪福邨公共運輸交匯處啟用，該路線延長至該處，此站遂轉作中途站，站名中的括號亦被移除以跟街名保持一致。

## 歷史
洪水橋田心路是元朗區洪水橋的其中一條街道，早已預留有巴士站停車灣，供日後洪水橋大幅發展時使用。九巴於2009年10月18日把九龍巴士63X線由天慈縮短至洪水橋，並以洪水橋田心路近洪水橋大街的路邊為總站，避免與九龍巴士68X線路線重疊。
2012年12月23日起，配合田廈路進行擴闊工程，53線往元朗東方向臨時加停63X線的落客站，至2014年12月30日恢復原有行車路線。
配合洪水橋新市鎮首個公共屋邨洪福邨於2015年6月落成，63X線於6月6日遷入洪水橋（洪福邨）總站，同時68X因路線重組而修改路線，途經田心一帶，此站因而改為該兩條路線的中途站。

## 路線途經資料

### 九龍巴士63X線
- 洪水橋（洪福邨） ↔ 佐敦（西九龍站）

提供洪水橋、廈村、藍地、屯門往來深水埗、太子、旺角、佐敦的巴士服務，於1998年5月26日起投入服務。本路線原由天慈經屯門公路及尖沙咀前往佐敦（匯翔道）。由於本路線途徑地點過多（縮短前一度為全香港行車時間最長的專利巴士路線），再相繼受到大欖隧道新線265B開辦、九龍巴士68X線搬遷總站及九龍南線通車所帶來的競爭，以致班次不斷被縮減、平日客量稀少。運輸署一度建議於九龍南線通車後取消本線，後來受屯門區議員反對而改為從2009年10月18日起縮短至洪水橋（田心路）同時取消繞經尖沙咀以精簡路線及降低全程路線收費。

### 九龍巴士64X線
- 洪水橋（洪元路） → 香港科學園

### 九龍巴士68X線
- 洪水橋（洪福邨） ↔ 旺角（柏景灣）

### 九龍巴士258A線
- 洪水橋（洪福邨） → 藍田站

### 九龍巴士261P線
- 屯門（兆康苑） ↔ 上水（天平）（下午班次）

### 九龍巴士276P線
- 天水圍站 ↔ 上水